# Polypedates iskandari
Espèce
Polypedates iskandari est une espèce d'amphibiens de la famille des Rhacophoridae.

## Répartition
Cette espèce est endémique de Sulawesi en Indonésie.

## Étymologie
Cette espèce est nommée en l'honneur de Djoko Tjahjono Iskandar.

## Publication originale
- Riyanto, Mumpuni & McGuire, 2011 : Morphometry of striped tree frogs, Polypedates leucomystax (Gravenhorst, 1829) from Indonesia with description of a new species. Russian Journal of Herpetology, vol. 18, no 1, p. 29-35 (texte intégral).